# Мелвертон, Киа
Киа Мелвертон (англ. Kiah Melverton; род. 5 ноября 1996, Саутпорт) — австралийская пловчиха, специализирующаяся в плавании вольным стилем, двукратная чемпионка мира в эстафетах. Мелвертон тренируется под руководством тренера Криса Несбитта в клубе TSS Aquatics.

## Карьера
Мелвертон выиграла две бронзовых медали на летней Универсиаде 2015 года на дистанциях 800 и 1500 метров.
На чемпионате Австралии по плаванию в 2016 году Мелвертон завоевала бронзу на дистанции 400 метров вольным стилем.
В ноябре 2016 года Мелвертон участвовала в чемпионате Австралии по плаванию на короткой воде 2016 года, который был отборочным турниром на чемпионат мира в Уинсоре. Она завоевала серебро на 400 метров вольным стилем и золото на дистанции вдвое длиннее.
На чемпионате мира по плаванию на короткой воде Мелвертон завоевала бронзу на дистанции 800 метров вольным стилем. При этом она установила лучший результат в карьере, преодолев 800 метров за 8.16,51.
На чемпионате мира 2019 года в Кванджу Мелвертон участвовала в предварительном заплыве эстафеты 4 по 200 метров вольным стилем. Выйдя в финал, в сборной Австралии произошли две замены, а в финале была одержана победа. Таким образом, Мелвертон стала чемпионкой мира.

### Плавание на открытой воде
В октябре 2016 года она участвовала в соревнованиях Burleigh Ocean Swim на дистанциях 1 и 2 км.
На чемпионате Австралии по плаванию на открытой воде 2017 года, проходившем в Аделаиде, Мелвертон взяла золото в плавании на 5 км. Таким образом, она получила право участвовать на чемпионате мира по водным видам спорта 2017 в Будапеште. На дистанции 5 км она стала седьмой, преодолев дистанцию за 59 минут 27,5 с.